# Жиров, Александр Васильевич
Алекса́ндр Васи́льевич Жи́ров (12 сентября 1958 года, Деденево, Московская область, СССР — 18 мая 1983 года, Шуколово, Московская область, СССР) — советский горнолыжник, мастер спорта СССР международного класса, неоднократный чемпион СССР, победитель 4 этапов Кубка мира. Специализировался в слаломе и гигантском слаломе.

## Биография
Начал заниматься горными лыжами в деревне Шуколово, недалеко от родной деревни Деденево. Первый тренер — Валентин Михайлович Широков. В 15 лет попал в ЦСКА, где тренировался у Виктора Тальянова. В сборной СССР тренировался под руководством Леонида Тягачёва.

### Первые старты в Кубке мира
Дебютировал в Кубке мира 7 февраля 1979 года в Осло на трассе слалома и занял 23-е место, уступив победителю итальянцу Леонардо Давиду почти 4 секунды. Через 4 дня в шведском Оре занял в слаломе 24-е место. Третий раз Александр вышел на старт на этапе Кубка мира почти через год. 8 января 1980 года в баварском Ленгрисе на трассе слалома 21-летний советский дебютант произвёл настоящий фурор, сумев занять второе место, проиграв лишь болгарину Петру Попангелову (первая и до сих единственная в истории победа болгарских горнолыжников на этапах Кубка мира). Жиров сумел опередить таких знаменитых горнолыжников как Ингемар Стенмарк, Фил Маре, Густав Тёни, Андреас Венцель. В январе 1980 года ещё дважды стартовал на этапах Кубка мира в слаломе и занимал 11-е и 13-е места.

### Олимпиада-1980 в Лейк-Плэсиде
В феврале 1980 года на Олимпиаде в Лейк-Плэсиде занял 9-е место в гигантском слаломе, уступив чемпиону Ингемару Стенмарку более 3 секунд. В слаломе, где Жиров мог рассчитывать на успешное выступление, он сошёл уже в первой попытке. 9-е место в слаломе занял партнёр Жирова по команде Владимир Андреев.
После Олимпиады Жиров продолжил успешные выступления в Кубке мира: на двух этапах в США и Канаде попадал в 10-ку лучших в слаломе и гигантском слаломе, а 10 марта в итальянской Кортина-д’Ампеццо во второй раз в карьере поднялся на подиум на этапе Кубка мира — на трассе слалома он уступил 4 десятых секунды Ингемару Стенмарку. На следующий день там же на трассе гигантского слалома Жиров был 9-м. В итоге в сезоне 1979/80 Жиров занял 14-е место в общем зачёте Кубка мира, а в зачёте слалома стал пятым. Стенмарк же в шестой раз подряд выиграл зачёт слалома в Кубке мира.

### Кубок мира 1980/81
Следующий сезон Кубка мира начал 10 декабря 1980 года в итальянской Мадонне-ди-Кампильо, где впервые поднялся на подиум в гигантском слаломе. Жиров вновь уступил лишь прославленному Стенмарку, на этот раз 52 сотых секунды. В январе-феврале 1981 года Жиров регулярно попадал в 10-ку лучших на этапах по слалому и гигантскому слалому на трассах Германии, Австрии, Швейцарии и Норвегии. 11 февраля в норвежском Воссе в 4-й раз в карьере вошёл в тройку призёров — он был вторым вслед за непобедимым Стенмарком, проиграв почти 1,5 секунды. Через 3 дня в шведском Оре вновь поднялся на вторую ступеньку пьедестала, уступив Стенмарку. Всего лишь два года назад здесь же в Оре Жиров был дебютантом Кубка мира, а теперь уже считался одним из заведомых лидеров Кубка мира. 7 марта Жиров стал шестым на этапе в американском Аспене. За два дня до этого там же Валерий Цыганов, выиграв скоростной спуск, принёс Советскому Союзу первую в истории победу на этапе Кубка мира по горнолыжному спорту.
14 марта 1981 года в японском Фурано Жиров наконец смог победить на этапе Кубка мира: более чем на секунду на трассе гигантского слалома он опередил австрийца Герхарда Ягера и Стенмарка. На следующий день там же в Фурано Жиров стал четвёртым в слаломе. До конца сезона оставалось всего 3 старта, и Жиров выиграл их все. Сначала 24 марта в болгарском Боровце выиграл гигантский слалом, более чем на секунду опередив Стенмарка. На следующий день выиграл и слалом, оставив позади братьев Стива и Фила Маре. В последнем старте сезона в швейцарском Лаксе Жиров на трассе слалома опередил Фила Маре и Стенмарка. По правилам того времени в зачёт Кубка мира шли только 5 лучших результатов в каждом из видов программы, и к мартовским этапам Стенмарк уже набрал максимум возможных очков в слаломе и гигантском слаломе и не мог улучшить своё положение в Кубке мира.
Победа Цыганова и 4 победы Жирова получили название «24 дня русского чуда». Эти победы так и остались единственными для Советского Союза на этапах Кубка мира по горнолыжному спорту.
Благодаря своему выступлению в марте 1981 года Жиров занял третье место в общем зачёте Кубка мира 1980/81, набрав 185 очков, и уступив лишь Филу Маре (266) и Стенмарку (260). В зачёте гигантского слалома Жиров стал вторым вслед за Стенмарком, в слаломе стал шестым. В командном зачёте Кубка наций благодаря успехам Жирова, Цыганова и Андреева мужская сборная СССР в сезоне 1980/81 заняла пятое место, опередив такие признанные горнолыжные державы, как Италия, Франция, Норвегия, Канада.

### Кубок мира 1981/82
Сезон 1981/82 из-за травм и неудачной смены поставщика ботинок не задался. 8 декабря 1981 года Жиров занял 4-е место в комбинации и 9-е место в гигантском слаломе в итальянской Априке. 14 декабря он стал 9-м в слаломе в Кортина-д’Ампеццо. 9 января во французском Морзине Жиров стал 4-м в гигантском слаломе позади Стенмарка, Фила Маре и юного Марка Жирарделли, для которого это был лишь второй подиум в карьере. В Морзине Жиров набрал свои последние очки в Кубке мира.
На чемпионате мира 1982 года в Шладминге Жиров занял 13-е место в слаломе, проиграв целых 6 секунд чемпиону Стенмарку. В гигантском слаломе Жиров стал 16-м.
Сезон 1982/83 в Кубке мира Жиров пропустил (сборная СССР не выступала в полном составе из-за инцидента с контрабандой товара).
Всего за карьеру Жиров 29 раз выходил на старт этапов Кубка мира и 9 раз поднимался на подиум (4 победы и 5 вторых мест). При этом в 23 из 29 стартов (79 %) финишировал в десятке сильнейших.
Успехи Жирова — и третье место в общем зачёте, и второе место в зачёте отдельной дисциплины, и победы на этапах по слалому и гигантскому слалому — остаются лучшими достижениями советских и российских горнолыжников в Кубке мира за всю историю.

## Гибель

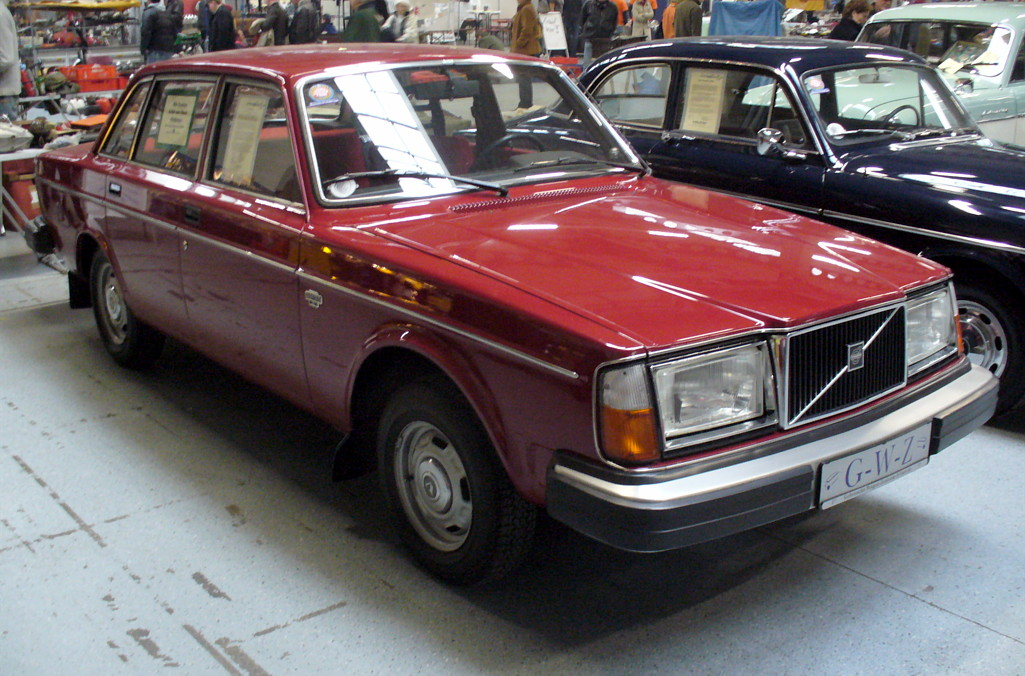
Volvo 244 — на подобной машине разбился Жиров

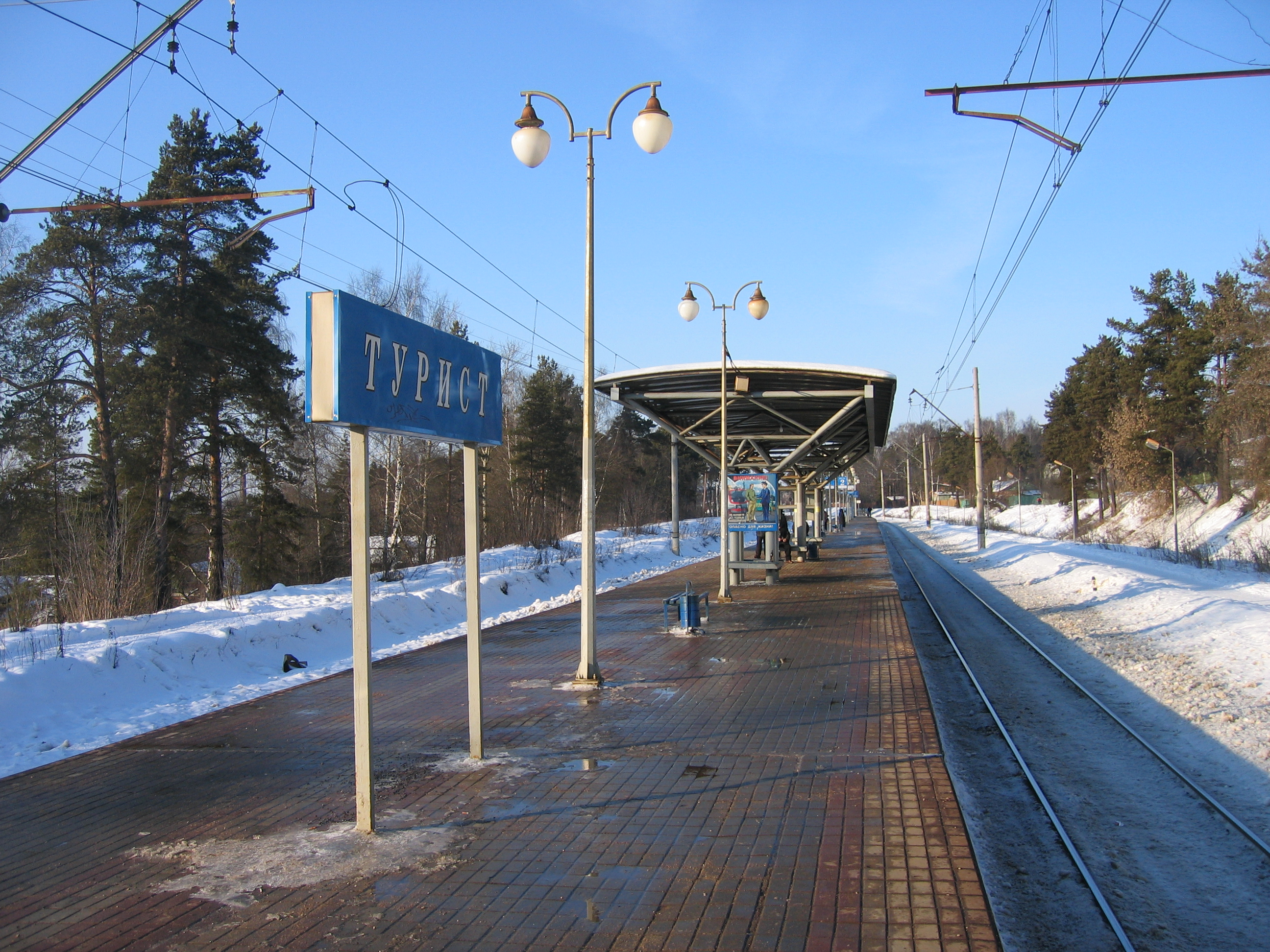
Платформа «Турист», недалеко от которой погиб Александр Жиров

У советских горнолыжников была договорённость со спонсором, французской компанией Rossignol, что тот, кто первым выиграет этап Кубка мира, получит в подарок автомобиль марки Volvo. Первым этап в Аспене выиграл Валерий Цыганов, и машина должна была достаться ему, но затем Жиров за две недели выиграл 4 этапа и занял третье место в общем зачёте, и, в результате, было принято решение наградить машиной Жирова. Цыганов же получил музыкальный центр.
По некоторым данным, Жиров получил Volvo 244 кирпичного цвета (по воспоминаниям Владимира Макеева, который ранее получил за попадание в тройку лучших на этапе Кубка мира автомобиль Peugeot, Жирова премировали машиной этой же французской марки).
В конце апреля 1983 года Жиров узнал, что представлен к ордену «Знак Почёта», но так и не успел получить его.
18 мая 1983 года Жиров встречался с друзьями, а потом они вчетвером поехали кататься на его машине. Недалеко от деревни Шуколово автомобиль не вписался в поворот и рухнул в глубокий овраг. От сильнейшего удара все четверо вылетели из салона. Трое, в том числе Жиров, погибли на месте, один оказался в глубокой коме и, лишившись памяти, не смог вспомнить подробности ДТП. Следствию не удалось установить, кто находился за рулём в момент аварии. На момент гибели Жирову было 24 года. Он был похоронен на кладбище деревни Шуколово Дмитровского района Московской области.
В Подмосковье зимой ежегодно проводится Мемориал Александра Жирова, на котором выступают горнолыжники со всей России.

## Цитаты
Виктор Тальянов, тренер Жирова в ЦСКА:

На трассе он не делал лишних движений, аккуратно проходя «змейки» и «шпильки», оттого и создавалось обманчивое впечатление, будто еле-еле едет. Это был его фирменный стиль. Сашу отличали изумительное скольжение, пластичность, отменный глазомер. Если видишь впереди себя двое-трое ворот, большого горнолыжника из тебя не получится. А Жиров видел их до десятка, поэтому весь предстоящий путь отпечатывался в его голове с миллиметровой точностью.

Ингемар Стенмарк:

Жиров был замечательным горнолыжником. Наверное… (пауза) он был гением.

## Результаты на крупнейших соревнованиях

### Зимние Олимпийские игры
| Олимпийские игры | Скоростной спуск | Супергигант | Гигантский слалом | Слалом | Комбинация |
| ---------------- | ---------------- | ----------- | ----------------- | ------ | ---------- |
| 1980 Лейк-Плэсид | —                | н/д         | 9                 | DNF1   | н/д        |

### Чемпионаты мира
С 1948 по 1980 год все олимпийские горнолыжные турниры также являлись и чемпионатами мира по горнолыжному спорту.
| Чемпионат мира   | Скоростной спуск | Супергигант | Гигантский слалом | Слалом | Комбинация |
| ---------------- | ---------------- | ----------- | ----------------- | ------ | ---------- |
| 1980 Лейк-Плэсид | —                | н/д         | 9                 | DNF1   | —          |
| 1982 Шладминг    | —                | н/д         | 16                | 13     | —          |

### Победы на этапах Кубка мира (4)
| № | Сезон   | Дата          | Место   | Дисциплина            |
| - | ------- | ------------- | ------- | --------------------- |
| 1 | 1980/81 | 14 марта 1981 | Фурано  | Гигантский слалом     |
| 2 | 1980/81 | 24 марта 1981 | Боровец | Гигантский слалом (2) |
| 3 | 1980/81 | 25 марта 1981 | Боровец | Слалом                |
| 4 | 1980/81 | 28 марта 1981 | Лакс    | Гигантский слалом (3) |